# SD40A型柴油机车
SD40A型柴油机车是美国通用汽车易安迪公司（GM-EMD）在1969年推出的一款柴油机车，它是在SD40、SDP45型柴油机车基础上发展而来的干线货运用柴油机车。该型机车实际上相当于采用SDP45型柴油机车底架的SD40型柴油机车，特点是具有较长的车体底架和较大的燃油储备量，使燃油箱容量由SD40型柴油机车的3,000美制加仑，提升至SD40A型柴油机车的5,000美制加仑。伊利诺伊中央铁路是SD40A型柴油机车的唯一买家，该公司于1969年8月向易安迪订购了18台机车，以满足一次加油来往芝加哥和肯塔基州的需要；后来苏线铁路向伊利诺伊中央铁路购置了其中5台机车。
SD40A型柴油机车是干线货运用的六轴柴油机车，采用单司机室、底架承载结构、双侧外走廊的罩式车体，车体上部自前向后由电气室、司机室、动力室、冷却室四部分组成。机车走行部为两台“Flexicoil”三轴转向架，采用导框式轴箱定位、橡胶摩擦减振器、两系弹簧悬挂装置（一系为轴箱螺旋圆弹簧，二系为摇枕螺旋弹簧）、心盘牵引装置、双侧闸瓦制动。动力装置为一台3000马力、16气缸、二冲程、水冷式、涡轮增压的16-645E3型柴油机。传动系统采用交—直流电传动，柴油机输出轴通过联轴器驱动一台AR10型交流发电机，发出的交流电通过大功率硅整流装置转换为直流电，然后供给六台D77型直流牵引电动机。